# Nestor Saied
Nestor Saied (Buenos Aires, 20 novembre 1966) è un attore e regista argentino.

## Biografia
Nato in Argentina nel 1966, si trasferisce a Roma nel 1979, formatosi artisticamente e professionalmente all'Accademia nazionale d'arte drammatica.
Esordisce alla fine degli anni ottanta come attore di teatro con il regista Carlo Cecchi, partecipando a spettacoli con registi come Lorenzo Salveti, Giorgio Pressburger, Eduardo de Filippo e Robert Lepage. Presso l'Accademia nazionale d'arte drammatica negli anni 1987-96 e dal 2001 al 2005 è responsabile del settore internazionale, realizzando programmi di scambi e collaborazione con paesi esteri.
In seguito, a cavallo degli anni novanta, collabora con la compagnia teatrale canadese Ex Machina diretta da Robert Lepage realizzando tournée teatrali in Italia, Spagna e Sud America come protagonista nello spettacolo Le Polygraphe e Les Aiguilles et l'Opium.
Collabora con l'American Conservatory Theatre di San Francisco mettendo in scena lo spettacolo Uno nessuno e centomila di Luigi Pirandello in versione inglese.
Attualmente è direttore artistico della SIA - Società Italia Argentina associazione con lo scoppo di prommuovere la maggior diffusione della cultura italiana in Argentina e di quella argentina in Italia tramite eventi culturali volti ad aumentare il livello di reciproca conoscenza dei due paesi quale fattore fondante di una loro sempre migliore relazione.
Febbraio 2024 "El cafe del Sr. Proust" con Nestor Saied, regia Leonor Benedetto. Mar del Plata - Centro Culturale Villa Victoria Ocampo". Premio ESTRELLA DE MAR 2024 miglior spettacolo Teatro Alternativo.
In preparazione 2024/25 mostra fotografica CIAO MARCELLO ! Marcello Mastroianni 100 Anni curatore Nestor Saied organizzato in collaborazione con il Centro Studi Marcello Mastroianni di Fontana Liri (FR) e SIA - Società Italia Argentina.

## Teatro
- 2024 "El cafe del Sr. Proust" con Nestor Saied, regia Leonor Benedetto. Mar del Plata - Centro Culturale Villa Victoria Ocampo". Premio ESTRELLA DE MAR 2024 miglior spettacolo Teatro Alternativo.
- 2022 "The Poetry of Pier Paolo Pasolini" con Nestor Saied e RH Tomsom. Fleck Dance Theater - Harbourfront Center. Toronto, Canada. Maggio 2022.

- 2021 Mostra fotografica " La Civiltà Romana" di Vittorio Storaro a cura di Nestor Saied e Giovanni Storaro, giugno 2021
- 2021 Mostra fotografica "Oman un grande respiro" di Donata Soprana a cura di Nestor Saied. maggio 2021
- 2021 "Astor Piazzolla 100 Anni" regia Nestor Saied con la partecipazione di Cuartetando ed Evoluntion Dance Theater
- 2020 "Creazione" regia Nestor Saied Coreografia Anthony Heinl e Nadessja Casavecchia Progetto Vivere all'italiana sul palcoscenico. Ministero Affari Esteri
- 2019 "Pasolini Revisited" Feria del libro Santa Cruz de la Sierra (Bolivia)
- 2018 “Pasolini Revisited” regia Nestor Saied. IIC Belgrado[4]
- 2018 “Dante a Strasburgo” testo Dante Alighieri regia Manuele Gragnolati[5][6]
- 2017 "Fuoriclasse" Progetto Europeo Scuola Regione Lazio regia Nestor Saied
- 2015 “Pasolini Revisited” testo Pier Paolo Pasolini regia Nestor Saied Singapore/Roma/Milano[7][8]
- 2015 “Borges Revisited” (New York) testi Luis Luis Borges regia Marco Calvani
- 2013 “On the Beat” testo Nestor Saied, regia Marta Bifano[9]
- 2012 "Madre Paz" (Argentina) testo Dario Fo e Franca Rame, regia Nestor Saied[10]
- 2012 “A modo mio” testo e regia Marco Calvani
- 2012 “Splendore nell’acqua” testo Karol Wojtyla, regia Nestor Saied
- 2011 “Mozart con amore” testo e regia Patrick Rossi Gastaldi
- 2011 “Concerto dei giovani del mondo” direttore d'orchestra Daniel Montes
- 2011 “Interviste impossibili – omaggio a Cavour” testo e regia Marta Bifano
- 2011 “Il riscatto dei guitti” testo e regia Geppi Di Stasio
- 2010 “A christmas Carol” testo Charles Dickens, regia di Jacopo Bezzi
- 2010 “La bottega dell’orefice” testo Karol Wojtyla, regia di Nestor Saied
- 2009 “La amorosa inchiesta” testo Raffaele La Capria, regia Pierpaolo Seppe
- 2009 “Oh mamma mia!” regia Nestor Saied
- 2009 "Il gattopardo” testo e regia Jacopo Bezzi[11]
- 2008 “La tempesta” testo W. Shakespeare, regia Jacopo Bezzi
- 2008 “Una frase, un rigo appena” testo Manuel Puig regia Paolo Orlandelli[12]
- 2008 “Una vita nell’Arte” testo e regia Paolo Orlandelli
- 2007 “Novecento” testo Alessandro Baricco, regia di Nestor Saied[2][3]
- 2007 “Carissimo orco –omaggio a Carducci” testo e regia Paolo Orlandelli[13]
- 2005 “Racconti di San Francisco” regia Luigi Maria Musati[14]
- 2002 “Uno nessuno e centomila” Buenos Aires (Argentina) + Tour Italia
- 2001 “Uno nessuno e centomila” testo Luigi Pirandello, regia Lorenzo Salveti[15][16]
- 2000 “Le polygraphe” testo e regia Robert Lepage[17][18]
- 1999 “Uno nessuno e centomila” testo Luigi Pirandello regia Lorenzo Salveti[19]
- 1997-1998 “Les aiguilles et l’opium” testo e regia Robert Lepage[1]
- 1997 “Purgatorio” testo Dante Alighieri regia Ugo Gregoretti
- 1997 "Carissimo Orco” testo e regia Paolo Orlandelli
- 1995 “In principio” testo e regia Luigi Maria Musati
- 1992 "Parole d’amore….parole" testo e regia Nino Manfredi
- 1992 “Il bacio della donna ragno” testo Manuel Puig regia Lorenzo Salveti
- 1986-1987 “Eroe di scena, fantasma d’amore” testo e regia Giorgio Pressburger[20]
- 1986 “La bella addormentata” regia Lorenzo Salveti[21]
- 1986 “Uno nessuno e centomila” testo Luigi Pirandello regia Lorenzo Salveti
- 1985 "Villa Eumenidi" testo Emilio Isgro regia Filippo Crivelli
- 1986 "Lunaria" testo Vincenzo Consoli regia Daniela Ardini
- 1985 “Inferno” testo Dante Alighieri regia Lorenzo Salveti

## Filmografia
- Quodlibet, regia Ila Beka (2004)
- Il cielo come destino, regia Vittorio Pavoncello (2005)[22]
- Caos calmo, regia Antonello Grimaldi (2007)

## Riconoscimenti
- Commendatore della Repubblica
  - Commendatore ordine al merito della Repubblica Italiana, Roma 26/06/1996[23]
- Premio Estrella de Mar 2024 (Temporada teatral Mar del Plata) PREMIO MEJOR ESPECTACULO ALTERNATIVO por "El cafe del Sr Proust"